# Åkerbo härad, Västmanland

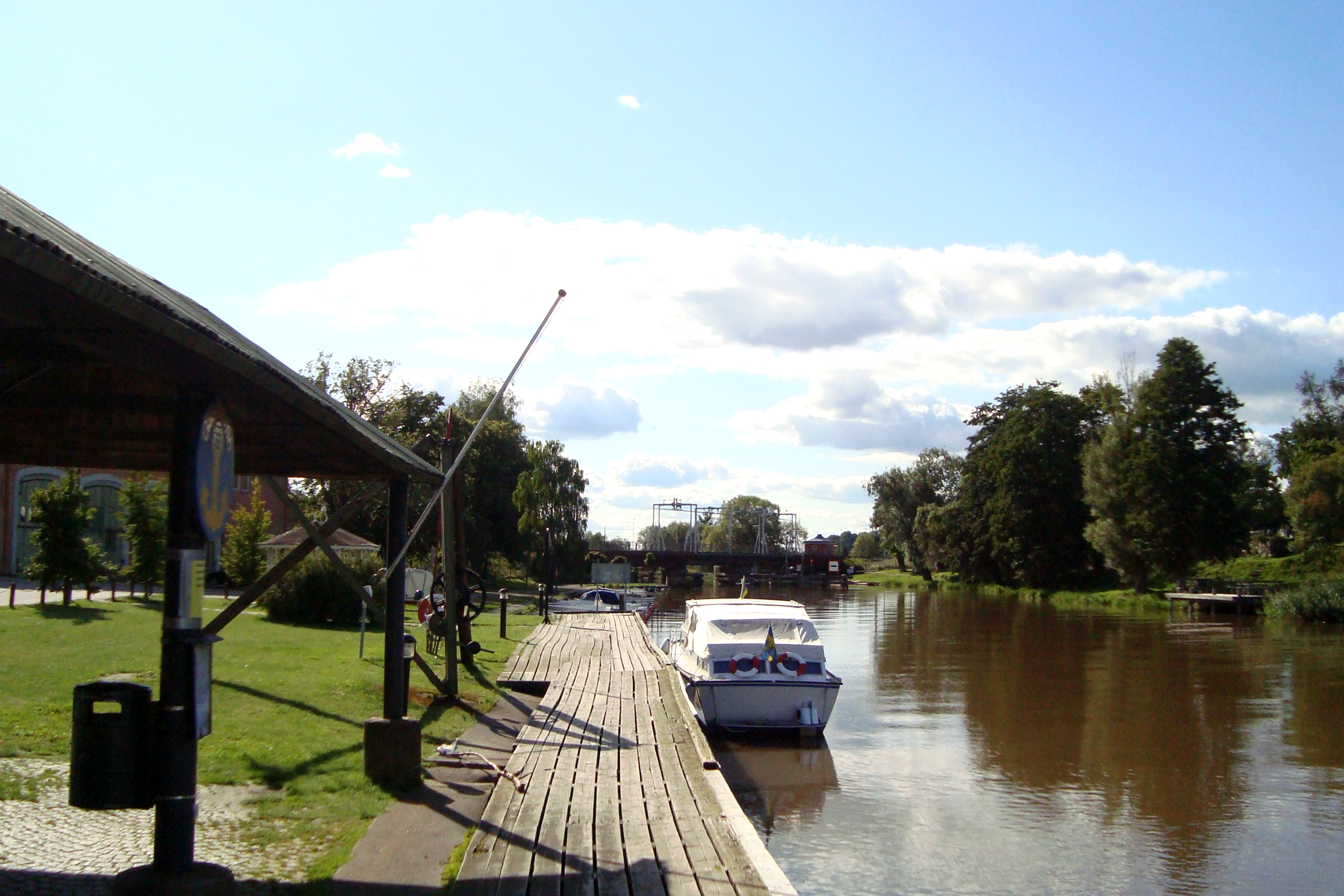
Kungsörs hamn vid Arbogaån.

Åkerbo härad var ett härad i den centrala delen av landskapet Västmanland och västligaste delen av Södermanland. Häradet omfattade hela nuvarande Kungsörs kommun samt stora delar av Arboga och Köpings kommuner, vilka alla är en del av Västmanlands län. Den totala arealen mätte 856 km² och befolkningen uppgick år 1934 till 16 685 invånare. Tingsställen var före 1746 Köping, Arboga och Östuna, därefter bara Köping.

## Geografi
Åkerbo härad var beläget på ömse sidor om Mälarens allra västligaste fjärd Galten. De södra delarna är en del av landskapet Södermanland, vilket sträcker sig fram till trakterna kring Arbogaån, Hjälmare kanal och den norra delen av sjön Hjälmaren. Den norra delen av häradet är en del av landskapet Västmanland och ligger i huvudsak kring åarna Hedströmmen samt Valstaån och Kölstaån vilka sedermera förenas till Köpingsån. I den nordvästra delen återfinns sjöarna Skedvisjön, Västlandasjön, Rölen och Iresjön. De förnämsta jordbruksbygderna ligger närmast norr om Hjälmaren samt norr om Arbogaån där de senare delarna utgör den västligaste utlöparen av Mälarslätten. Från dessa bygder höjer sig landet med tilltagande skogighet mot norr och söder, och området genomkorsas i nordsydlig riktning av den vidsträckta Köpingsåsen. Häradets nordliga delar kring bruksorten Kolsva är en del av Bergslagen. Åkerbo härad gränsade i öster mot Snevringe härad och i norr mot Skinnskattebergs bergslag. I sydväst låg Västerrekarne härad i Södermanlands län och i väster Fellingsbro och Glanshammars härader i Örebro län.
Häradet låg i anslutning till två städer – Köping och Arboga – och omfattade även en köping – Kungsör belägen 26 kilometer väster om Eskilstuna – vilken numera tillika är häradets största tätort.

### Socknar
Åkerbo härad omfattade tretton socknar.
I Kungsörs kommun i Södermanland:
- Kung Karl (ingick före 1700 i Torpa socken och före 1622 Västerrekarne härad)
- Torpa (ingick före 1622 i Västerrekarne härad)

samt 
- Kungsörs köping
- Björskog (i Västmanland)
- Kungs-Barkarö (i Västmanland)

I Arboga kommun i  Västmanland:
- Arboga
- Medåker
- Säterbo (ingick före 1622 i Västerrekarne härad), uppgick 1947 i Arboga stad

I Köpings kommun i  Västmanland:
- Köping uppgick 1919/1920 i Köpings stad
- Himmeta
- Bro (Bro och Malma/Bro-Malma från 1939/ 1943, Kolsva från 1950)
- Malma (från 1939/1943, se Bro socken)
- Odensvi
- Västra Skedvi

Arboga stad och Köpings stad hade egna jurisdiktioner, rådhusrätter till 1939 respektive 1958.

## Historia
Under förkristen tid utgjorde landskapet Västmanland ett eget folkland i Sveariket och i likhet med de övriga Mälarlandskapen delades det tidigt in i s.k. hundare, vilka under 1300-talet kom att betecknas som härader. Området befolkades under utflyttning från det uppländska folklandet Fjädrundaland och fordom torde åtminstone östra Västmanland också ha räknats till detta. Namnet skrevs under 1300-talet Akirbo hundare d.v.s. Åkerbornas hundare, vilket omfattade såväl Åkerbo som Fellingsbro härad utom det område som är beläget inom landskapet Södermanland. I vissa sammanhang där namndelen -åker förekommer kan ordet tyda på en helig plats ägnad åt någon särskild gud. Där ordet däremot lyfts ut och satts för sig själv såsom i Åkerbo härad tros namnet komma av platsen där häradets tingsplats var beläget, och alltså syfta på själv tingsåkern, där ordet får betydelsen betesmark eller öppet område snarare än odlad markplätt. Åkerbo härads tingsplats var belägen vid Eklööt i Björskogs socken i häradets sydöstra del där Hedströmmen mynnar i Mälaren. Då platsen på inget sätt ligger centralt beläget i häradet finns det dock mycket som talar för att platsen endast användes då besök väntades utifrån för sin bättre tillgänglighets skull, och att den verkliga tingsplatsen istället skulle vara mer centralt belägen, troligtvis i närheten av Medåkers kyrka. I närheten av den förstnämnda platsen återfinns ruinerna av en gammal kungsgård, vilket vidare pekar på platsens betydelse och närliggande Östtuna antyder med sitt namn att här också kan ha legat en marknadsplats.
Av de två städerna i anslutning till häradet är Arboga den äldsta. Strax väster om staden fanns under järnåldern en väldig fornborg - Halvardsborg - men det var först under 1000-talet som en by kom att växa upp på platsen vid Arbogaån och under 1200-talet och framåt kom staden att växa till en av landets viktigaste, med järnhandeln från Bergslagen och åns förbindelse till Mälaren som sina främsta tillgångar. Flera viktiga möten hölls i staden under medeltiden och år 1435 hölls i Arboga det som kommit att betraktas som Sveriges första riksdag där bl.a. Engelbrekt Engelbrektsson utsågs till rikets rikshövitsman. Staden har än idag bibehållit sin ålderdomliga karaktär. Staden Köping är också den mycket gammal, och kan beläggas från tidig medeltid med ett bevarat stadssigill från år 1378, och stadsprivilegier utfärdat år 1474. Platsen hade vid det laget dock länge varit en handelsplats och redan under 1200-talet omnämndes Laglösaköpung, som lär ha fått sitt namn av just avsaknaden av privilegier som lika gärna kan kopplas till äldre ord för vatten och sankmark. I staden fanns en befästning - Köpingshus - som uppfördes under 1370-talet men förstördes under Engelbrektsfejden, och flera stadsbränder har förstört mycket av den äldsta bebyggelsen. Också i Köping fanns tidigt en kungsgård vid Strö, och i anslutning till denna storhög från järnåldern i Ströbohög. Förbi denna plats liksom förbi de två städerna löpte under medeltiden den s.k. Eriksgatan.
Häradets tredje ort Kungsör växte upp kring den kungsgård som Gustav Vasa låtit uppföra där. Det var dock kung Karl XI som favoriserade platsen och önskade förvandla den till en stad samt även lät uppföra Kung Karls kyrka. Kungen och sedermera även hans son Karl XII tillbringade mycket tid i orten, som dock aldrig kom att bli mer än en köping. I den norra delen av Åkerbo härad är bruksorten Kolsva belägen. Kohlswa bruk har anor från 1540-talet och specialiserade sig på stålgjutgods, vilket bl.a. namngivit den s.k. Kohlswabalken som sedan 1960-talet använts vid otaliga vägbyggen. I orten finns även en herrgård uppförd under 1600-talet.
Ur häradet bröts Fellingsbro härad ut under andra halvan av 1500-talet.
I modern tid ha trakten kommit att bli ett nav för järnvägstrafiken och i Valskog mellan Arboga och Köping delar sig järnvägen i den nordliga Mälarbanan och sydliga Svealandsbanan som på ömse sidor av Mälaren går emot Stockholm. Dessa löper till stor del parallellt med motorvägarna E20 och Europaväg 18 som tillika delas utanför Arboga.

## Län, fögderier, domsagor, tingslag och tingsrätter
Häradet hör sedan 1634 till Västmanlands län. Församlingarna i häradet tillhör(de) Västerås stift, dock hörde de i Södermanland till 1952 till Strängnäs stift.
Häradets socknar hörde till följande fögderier:
- 1720–1945 Kungsörs fögderi
- 1946–1990 Köpings fögderi

Häradets socknar tillhörde följande domsagor, tingslag och tingsrätter:
- 1680–1906 Åkerbo tingslag  inom domsagorna:
  - 1680–1718 Siende, Tuhundra och Åkerbo domsaga
  - 1719–1795 Siende, Tuhundra, Åkerbo och Snevringe domsaga
  - 1796–1857 Åkerbo domsaga
  - 1858–1906 Västmanlands västra domsaga
- 1906–1928 Västmanlands västra domsagas tingslag inom Västmanlands västra domsaga
- 1929–1970 Åkerbo och Skinnskattebergs tingslag  inom Västmanlands västra domsaga
- 1971–2001 Köpings tingsrätt och dess domsaga
- 2001– Västmanlands tingsrätt och dess domsaga

### Webbkällor
- Kohlswa Herrgård, 2009-04-05, kl. 16:15
- Nationella arkivdatabasen för uppgifter om fögderier, domsagor, tingslag och tingsrätter